# ドリュー・ロム
ドリュー・マイケル・ロム（Drew Michael Rom, 1999年12月15日 - ）は、アメリカ合衆国オハイオ州シンシナティ出身のプロ野球選手（投手）。左投左打。MLBのセントルイス・カージナルス所属。

## 経歴

### プロ入りとオリオールズ傘下時代
2018年のMLBドラフト4巡目（全体115位）でボルチモア・オリオールズから指名され、プロ入り。契約後、傘下のルーキー級ガルフ・コーストリーグ・オリオールズでプロデビュー。10試合（先発9試合）に登板して0勝2敗、防御率1.76、28奪三振を記録した。
2019年はA級デルマーバ・ショアバーズでプレーし、21試合（先発15試合）に登板して6勝3敗1セーブ、防御率2.93、122奪三振を記録した。
2020年はCOVID-19の影響でマイナーリーグの試合が開催されなかったため、公式戦の登板は無かった。
2021年はA+級アバディーン・アイアンバーズとAA級ボウイ・ベイソックスでプレーし、2球団合計で23試合（先発20試合）に登板して11勝1敗、防御率3.18、120奪三振を記録した。
2022年はAA級ボウイとAAA級ノーフォーク・タイズでプレーし、2球団合計で26試合（先発25試合）に登板して8勝3敗、防御率4.43、144奪三振を記録した。オフの11月15日にルール・ファイブ・ドラフトでの流出を防ぐために40人枠入りした。
2023年、オリオールズ傘下では開幕からAAA級ノーフォークでプレーした。なお、5月9日にはメジャー初昇格を果たしたが、登板機会が無いまま11日にAAA級ノーフォークへ降格した。

### カージナルス時代
2023年8月1日にジャック・フラハーティとのトレードで、シーザー・プリエト、ザック・ショーウォルターと共にセントルイス・カージナルスへ移籍した。移籍後は傘下のAAA級メンフィス・レッドバーズへ配属された。8月21日にメジャー昇格すると、同日のピッツバーグ・パイレーツ戦にて先発してメジャーデビューしたが、3.2回を8失点で敗戦投手となった。この年メジャーでは8試合に先発登板して1勝4敗、防御率8.02、32奪三振を記録した。

## 詳細情報

### 年度別投手成績
| 年 度    | 球 団    | 登 板 | 先 発 | 完 投 | 完 封 | 無 四 球 | 勝 利 | 敗 戦 | セ 丨 ブ | ホ 丨 ル ド | 勝 率 | 打 者 | 投 球 回 | 被 安 打 | 被 本 塁 打 | 与 四 球 | 敬 遠 | 与 死 球 | 奪 三 振 | 暴 投 | ボ 丨 ク | 失 点 | 自 責 点 | 防 御 率 | W H I P |
| -------- | -------- | ----- | ----- | ----- | ----- | -------- | ----- | ----- | -------- | ----------- | ----- | ----- | -------- | -------- | ----------- | -------- | ----- | -------- | -------- | ----- | -------- | ----- | -------- | -------- | ------- |
| 2023     | STL      | 8     | 8     | 0     | 0     | 0        | 1     | 4     | 0        | 0           | .200  | 170   | 33.2     | 51       | 7           | 19       | 0     | 0        | 19       | 0     | 0        | 34    | 30       | 8.02     | 2.07    |
| MLB：1年 | MLB：1年 | 8     | 8     | 0     | 0     | 0        | 1     | 4     | 0        | 0           | .200  | 170   | 33.2     | 51       | 7           | 19       | 0     | 0        | 19       | 0     | 0        | 34    | 30       | 8.02     | 2.07    |

- 2023年度シーズン終了時

### 年度別守備成績
| 年 度 | 球 団 | 投手（P） | 投手（P） | 投手（P） | 投手（P） | 投手（P） | 投手（P） |
| 年 度 | 球 団 | 試 合     | 刺 殺     | 補 殺     | 失 策     | 併 殺     | 守 備 率  |
| ----- | ----- | --------- | --------- | --------- | --------- | --------- | --------- |
| 2023  | STL   | 8         | 2         | 2         | 0         | 1         | 1.000     |
| MLB   | MLB   | 8         | 2         | 2         | 0         | 1         | 1.000     |

- 2023年度シーズン終了時

### 背番号
- 38（2023年 - ）